# Halictus rudolphae
Halictus rudolphae là một loài Hymenoptera trong họ Halictidae. Loài này được Pesenko mô tả khoa học năm 1984.